# سیارک ۲۷۰۹۵
سیارک ۲۷۰۹۵ (به انگلیسی: 27095 Girardiwanda، نامگذاری:1998UE23) بیست و هفت هزار و نود و پنجمین سیارک کشف شده‌است که در ۲۵ اکتبر ۱۹۹۸ کشف شد.